# 防府貨物駅
防府貨物駅（ほうふかもつえき）は、かつて山口県防府市大字江泊にあった、日本貨物鉄道（JR貨物）山陽本線の貨物駅（廃駅）である。
現在は併設されていた防府貨物オフレールステーション（現在は防府貨物新営業所）のみが、コンテナ集配施設として存続している。

## 概要
1998年（平成10年）から貨物列車の発着がなくなり、2006年（平成18年）からオフレールステーション（ORS）として稼動していた。また、駅構内の信号機等も使用停止中になっていたが、本線の出発信号機のみ2009年（平成21年）度まで使用されていたため、採時駅となっていた（いわゆる信号場扱い）。
しかし、2010年（平成22年）1月から構内のレール・本線とのポイントの撤去が進められ、同年3月13日ダイヤ改正時には全てのポイントが撤去された末に場内・出発信号機も閉塞信号機に変更され（そのため、富海駅 - 防府駅間では閉塞信号機の番号が振り直された）、運転時刻表からも「防府貨物」の欄は消滅した。同年の4月1日を以って貨物駅としては廃駅扱いとなり、貨物駅ではないコンテナ集配施設の扱いとなって現在に至っている。

## 歴史
- 1986年（昭和61年）11月1日：防府駅高架化により、その貨物取扱業務を分離する形で開業[1]。
- 1987年（昭和62年）4月1日：国鉄分割民営化により日本貨物鉄道（JR貨物）の駅となる[3]。
- 1998年（平成10年）10月3日：貨物列車の発着が廃止。自動車代行駅となる。
- 2006年（平成18年）4月1日：防府貨物オフレールステーションの名称を使用開始。
- 2010年（平成24年）4月1日：鉄道駅としては廃駅。「防府貨物オフレールステーション」の名称のままコンテナ集配施設となる[2]。
- 2017年（平成29年）10月1日：防府貨物オフレールステーションから防府貨物新営業所に形態変更[2]。

## 貨物駅時代の駅構造
1面のコンテナホーム、1本のコンテナ荷役線を有していた。本線に到着した貨物列車は、一旦防府駅方の引き上げ線に入った後、推進運転でホームへ進入する構造となっていた。 

## 取扱貨物
- 取扱貨物はコンテナ貨物。12 ftコンテナのみを取り扱う。
- 新南陽駅との間に1日3往復のトラック便が運行されている。

## 貨物駅時代の隣の駅
西日本旅客鉄道（JR西日本）
山陽本線
富海駅 - 防府貨物駅 -  防府駅